# Pardies-Piétat
Pardies-Piétat è un comune francese di 462 abitanti situato nel dipartimento dei Pirenei Atlantici nella regione della Nuova Aquitania.

## Società

### Evoluzione demografica
Abitanti censiti